# Brusturoasa
Brusturoasa é uma comuna romena localizada no distrito de Bacău, na região de Moldávia. A comuna possui uma área de 109.90 km² e sua população era de 3531 habitantes segundo o censo de 2007.